# دادگاه بین‌المللی
دادگاه‌های بین‌المللی (به انگلیسی: International courts) با معاهدات بین مللی یا سازمان بین‌المللی مانند سازمان ملل متحد تشکیل می‌شوند و دادگاه‌های موقت و دائمی را شامل می‌شوند، اما دادگاه‌هایی که صرفاً تحت اقتدار ملی باشند، مستثنی هستند.

## تعریف
دادگاه بین‌المللی یک سازمان بین‌المللی یا نهادی از یک سازمان بین‌المللی است که به پرونده‌هایی رسیدگی می‌کند که در آن یکی از طرفین ممکن است یک دولت یا سازمان بین‌المللی (یا نهاد) مرتبط با آن باشد و متشکل از قضات مستقلی است که از قواعد آیین دادرسی از پیش تعیین شده پیروی می‌کنند. تصمیمات  این دادگاه الزام آور  است و بر اساس قوانین بین‌المللی صادر می شود.

## امور جنایی و مدنی
نمونه‌های اولیه دادگاه‌های بین‌المللی شامل دادگاه‌های نورنبرگ و دادگاه توکیو است که پس از جنگ جهانی دوم تأسیس شده‌است. در حال حاضر دو دادگاه در لاهه در هلند قرار دارد: دیوان بین‌المللی دادگستری (ICJ)، و دیوان کیفری بین‌المللی (ICC). دادگاه‌های بین‌المللی دیگری در جاهای دیگر نیز وجود دارند، که معمولاً صلاحیت آنها به یک کشور یا موضوع خاص محدود می‌شود، مانند پرونده ای نسل‌کشی رواندا. علاوه بر محاکم بین‌المللی ایجاد شده برای رسیدگی به جنایات مرتکب شده در زمان نسل‌کشی و جنگ داخلی، دادگاه‌های موقت با ترکیبی از استراتژی‌های بین‌المللی و داخلی نیز بر اساس موقعیتی ایجاد شده‌اند. نمونه‌هایی از این «دادگاه هیبریدی» در سیرالئون، لبنان، تیمور شرقی و کامبوج یافت می‌شود.
دادگاه‌های بین‌المللی دادگاه‌های دائمی هستند که طبق قوانین و معاهدات بین‌المللی قضاوت می‌کنند، همچنین وقتی این هنجارها مربوط به موضوعات مدنی و تجاری باشد. دادگاه‌های بین‌المللی باید از تالارهای داوری بین‌المللی متمایز شوند.

## امتیازات و مصونیت
در صورت اجازه مرجع حاکم آنها، به قضات و کارمندان سطح بالا این دادگاه‌ها نیز مصونیت دیپلماتیک می‌شود.

## سخنرانی
- سخنرانی Yuval Shany (Yuval Shany) با عنوان ارزیابی اثربخشی دادگاه‌های بین‌المللی: رویکرد مبتنی بر هدف در سری سخنرانی کتابخانه حقوق بین‌الملل سمعی و بصری سازمان ملل
- سخنرانی سر الیهو لاترپاک با عنوان نقش قاضی بین‌المللی در سری سخنرانی‌های کتابخانه حقوق بین‌الملل سمعی و بصری سازمان ملل
- سخنرانی کنت کیت با عنوان جنبه‌های روند قضایی در دادگاه‌ها و دادگاه‌های ملی و بین‌المللی در سری سخنرانی‌های کتابخانه سمعی و بصری سازمان ملل از حقوق بین‌الملل
- سخنرانی مارک وستون جنیس با عنوان پروتستان‌ها، پیشرفت و صلح: جنبش قرن نوزدهم برای یک دادگاه و کنگره بین‌المللی: پیش نویس‌های اولیه دادگاه بین‌المللی امروز و سازمان ملل در کتابخانه حقوق بین‌الملل سمعی و بصری سازمان ملل